# بای-بریکولو
بای-بریکولو (به لاتین: Bayi-Brikolo) یک منطقهٔ مسکونی در گابن است که در استان هاوت اوگوئه واقع شده‌است. بای-بریکولو ۱٬۹۹۸ نفر جمعیت دارد.